# 球迷會

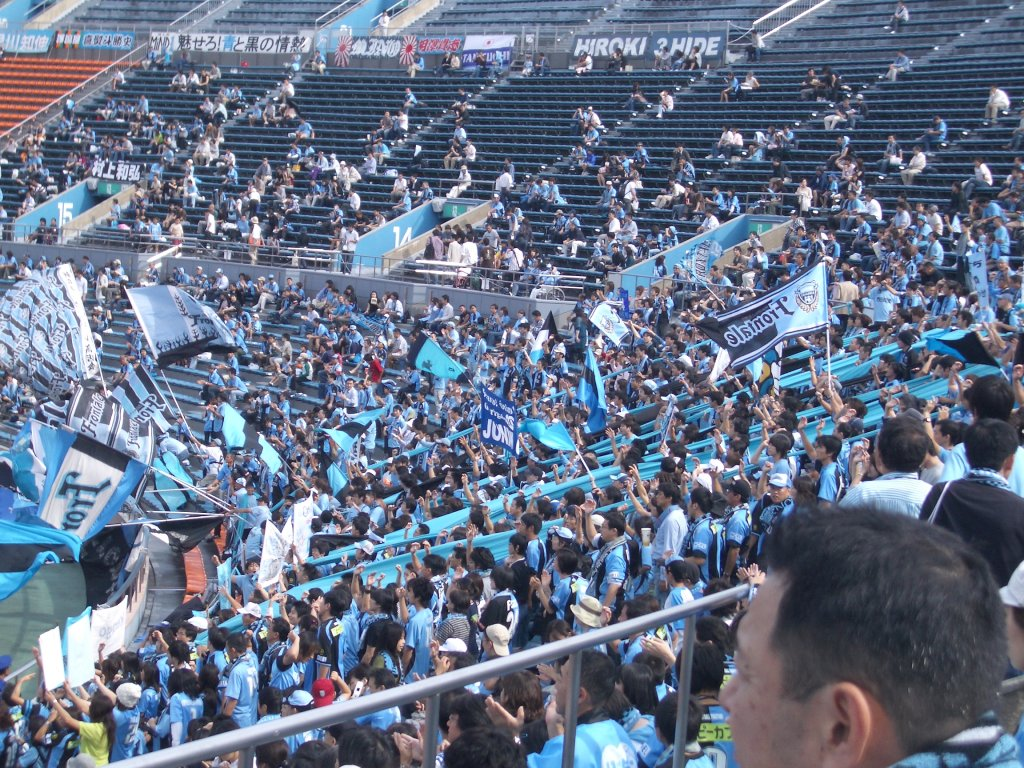
川崎前锋的球迷在场边揮旗助威

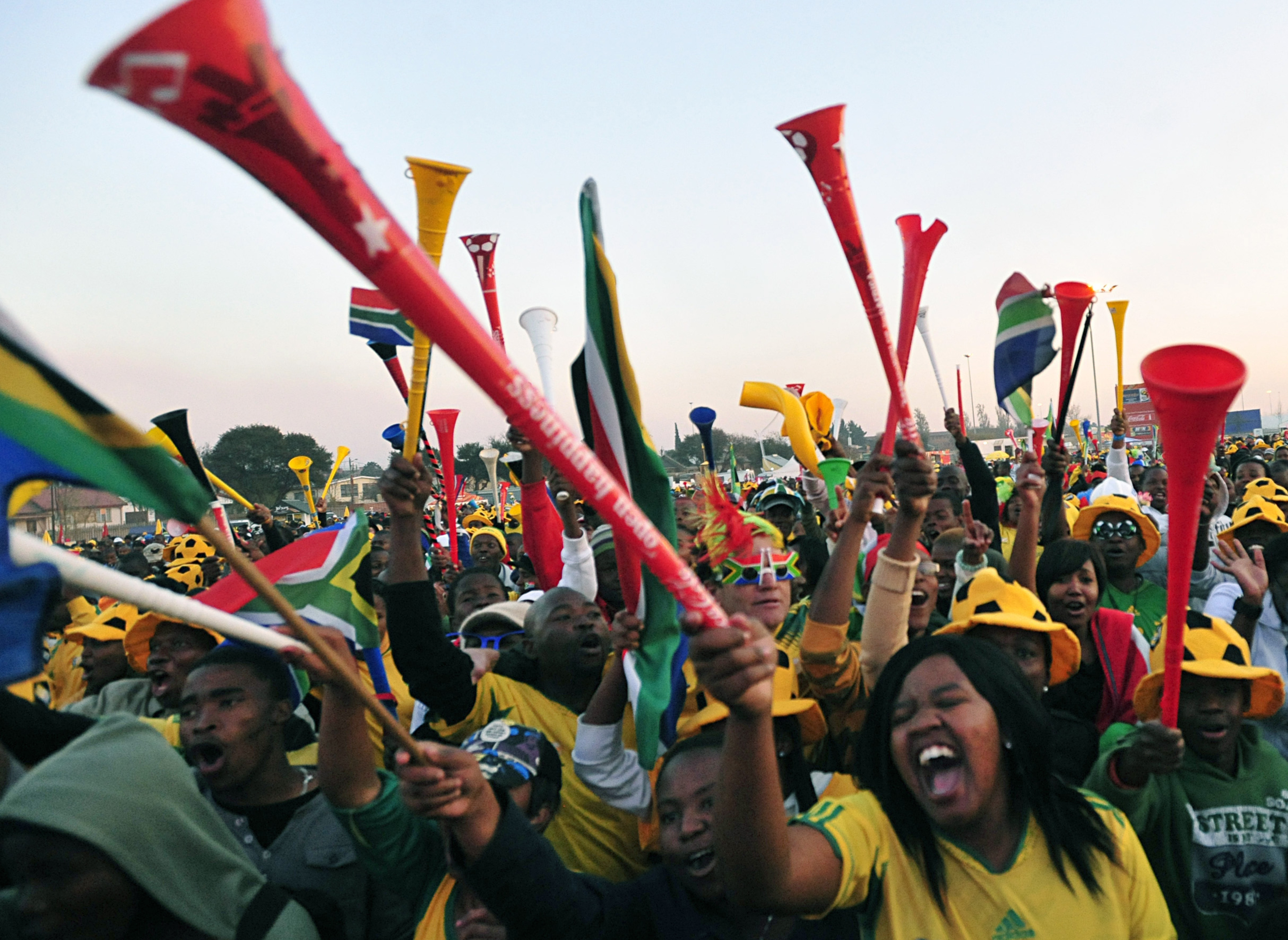
南非球迷在足球場外熱情歡呼，並吹奏嗚嗚祖拉和揮舞旗幟，為球隊加油打氣

球迷會是由普通市民組成為支持特定運動選手或隊伍，以非營利為目標的志願組織，尤其存在於足球運動，支持國家足球及俱樂部的獨立粉絲俱樂部，也可以稱為應援團、加油團或助威團。
歐洲大陸的球迷會通常被稱為「狂熱球迷」（Ultras），源自於拉丁語，是指「超越」的意思，比喻球迷的熱情超越正常水平。英语圈文化稱之為，主要是在美國、加拿大、英國和澳大利亞的大多數組織，然而在擁有大量西班牙語、法語或意大利語人口的社區，也會有團體稱呼自己為。
許多球迷會以在聯賽中的狂熱聲援、蔑視主辦方及在體育場展示巨型橫幅而聞名，這些行為用來製造恐嚇對方球員和支持者的氛圍，以及鼓勵自己支持的球隊。

## 另見
- 啦啦隊、應援團、應援歌、應援席（英语：Curva）
- 集團行動（日语：集団行動）、集團喝彩
- 喝彩（英语：Cheering）、喝倒彩（英语：Booing）
- 主題加油歌（日语：チャンステーマ）
- 波浪舞
- 加油（英语：Cheering）、激勵、士氣